# Strahovice
Strahovice település Csehországban, a Opavai járásban. Strahovice Chuchelná, Rohov és Kobeřice településekkel határos. Lakosainak száma 884 fő (2024. január 1.).

## Népesség
A település lakosságának változását az alábbi diagram mutatja:
| Lakosok száma | 511  | 589  | 705  | 853  | 893  | 920  | 882  | 891  | 846  | 884  |
|               | 1869 | 1900 | 1921 | 1961 | 1980 | 2011 | 2016 | 2019 | 2021 | 2024 |